# Фетешть (Вранча)
Фетешть, Фетешті (рум. Fetești) — село у повіті Вранча в Румунії. Входить до складу комуни Кимпурі.
Село розташоване на відстані 184 км на північ від Бухареста, 49 км на північний захід від Фокшан, 140 км на південний захід від Ясс, 119 км на північний захід від Галаца, 98 км на північний схід від Брашова.

## Населення
За даними перепису населення 2002 року у селі проживали 617 осіб, з них 616 осіб (99,8%) румунів. Усі жителі села рідною мовою назвали румунську.